# Golf de Chantaco
De Golf de Chantaco is een Franse golfclub in Saint-Jean-de-Luz in Nouvelle-Aquitaine.
De golfclub is in 1928 opgericht. De baan ligt tussen Biarritz en Saint-Jean-de-Luz en heeft 18 holes.

## Toernooien

#### Open de France
In 1970 werd hier het Open de France gewonnen door de Australiër David Graham.